# Hedvig Holmström
Hedvig Gustafva Holmström, född 1846, död 1926, var en svensk lärare. 
Hon tillhörde pionjärerna inom folkhögskoleutbildningen i Sverige. Hon skötte från 1871 Hvilans folkhögskola i Åkarp, söder om Lund, tillsammans med sin make. Hon grundade 1905 en fristående husmorsskola.